# Martin Sonneborn
Martin Sonneborn, né le 15 mai 1965 à Göttingen, est un journaliste, écrivain satirique et homme politique allemand. Il est député européen depuis 2014.

## Biographie
Martin Sonneborn grandit à Osnabrück, où il fréquente une école catholique privée. Après le service militaire, Martin Sonneborn fait un apprentissage comme un vendeur d'assurance. Plus tard il commence à étudier la littérature allemande, le journalisme et la science politique à Münster.
En 1995, il fait un stage pour Eulenspiegel, un magazine satirique. Il travaille comme éditeur et de 2000 à 2005 comme rédacteur en chef pour le magazine Titanic. En 2004 il fonde le Die PARTEI (Parti pour le travail, l'État de droit, la protection des animaux, l'élitisme et l'initiative démocratique), un parti satirique. De 2009 à 2014 il est un « reporter l'extérieur » de Heute-show. Il est connu pour ses fausses campagnes politiques pour des partis comme l'Union populaire allemande, le Parti libéral-démocrate et le Parti social-démocrate d'Allemagne.
Lors des élections européennes de 2014, il est élu député européen avec 0,6 % des voix. Depuis juillet 2014 Sonneborn est un membre de la commission de la culture et de l'éducation et de la délégation pour les relations avec la Péninsule coréenne. Il est aussi un membre suppléant de la commission du contrôle budgétaire. Il est réélu en 2019 et en 2024.
Martin Sonneborn est marié à une Arménienne et a deux filles.